# Ens (Hautes-Pyrénées)
Ens ist eine französische Gemeinde mit 25 Einwohnern (Stand 1. Januar 2022) im Département Hautes-Pyrénées in der Region Okzitanien. Sie gehört zum Arrondissement Bagnères-de-Bigorre und zum Kanton Neste, Aure et Louron.

## Geographie
Die Gemeinde liegt in der historischen Provinz Bigorre und in der Landschaft Pays d’Aure.
| Cadeilhan-Trachère             | Sailhan Estensan                            | Adervielle-Pouchergues |
| Saint-Lary-Soulan Tramezaïgues | Kompassrose, die auf Nachbargemeinden zeigt | Azet                   |
|                                |                                             | Adervielle-Pouchergues |

Der Gemeindehauptort liegt in über 1000 m auf der linken Flanke des Vallée d’Aure, durch das der Fluss Neste d’Aure verläuft. Der Ort liegt etwa 45 km südöstlich von Lourdes. Die Gemeinde hat unter anderem aufgrund der Höhenlage eine äußerst geringe Bevölkerungsdichte.

## Bevölkerungsentwicklung
Die Entwicklung der Einwohnerzahl ist durch Volkszählungen, die seit 1793 durchgeführt werden, bekannt. Im 21. Jahrhundert werden in Gemeinden mit weniger als 10.000 Einwohnern alle fünf Jahre Volkszählungen durchgeführt, in größeren Städten jedes Jahr.
| Jahr      | 1962 | 1968 | 1975 | 1982 | 1990 | 1999 | 2006 | 2007 | 2011 |
| Einwohner | 28   | 25   | 21   | 19   | 18   | 16   | 24   | 25   | 27   |

## Sehenswürdigkeiten
Die Gemeinde verfügt über mehrere Kulturdenkmäler, die als Monument historique eingestuft sind.
- Église d'Ens (deutsch: Kirche in Ens), romanische Kirche am Rande des Dorfes mit romanischem Rundbogenportal und fein geschnitztem Tymphanon.